# امپراتوری ضربه می‌زند
امپراتوری ضربه می‌زند (انگلیسی: The Empire Strikes Back؛ با عنوان جنگ ستارگان: قسمت پنجم – امپراتوری ضربه می‌زند نیز شناخته می‌شود) فیلمی آمریکایی در ژانر اپرای فضایی حماسی به کارگردانی اروین کرشنر است که در سال ۱۹۸۰ منتشر شد. نویسندگی این فیلم بر عهدهٔ لی براکت و لارنس کاسدان بوده که آن را بر پایهٔ داستانی از جرج لوکاس نوشته‌اند. این فیلم که دنبالهٔ جنگ ستارگان (۱۹۷۷) است، دومین فیلم از مجموعه فیلم‌های جنگ ستارگان محسوب می‌شود و به‌ترتیب داستانی، پنجمین قسمت از «حماسهٔ اسکای‌واکر» به‌شمار رود. داستان این فیلم که سه سال پس از رویدادهای فیلم جنگ ستارگان جریان دارد، نبرد میان امپراتوری کهکشانی به رهبری پالپاتین و ائتلاف شورشی به رهبری پرنسس لیا را روایت می‌کند. لوک اسکای‌واکر برای تسلط‌یافتن بر نیرو آموزش می‌بیند تا بتواند در برابر دارث ویدر، ارباب قدرتمند سیت، مقابله کند. بازیگران این فیلم مارک همیل، هریسون فورد، کری فیشر، بیلی دی ویلیامز، آنتونی دنیلز، دیوید پراوز، کنی بیکر، پیتر میهیو و فرانک اوز هستند.
در پی موفقیت جنگ ستارگان، لوکاس براکت را برای نوشتن فیلم‌نامهٔ دنبالهٔ فیلم استخدام کرد. پس از مرگ براکت در سال ۱۹۷۸، لوکاس حماسهٔ جنگ ستارگان را به‌طور کلی مطرح کرد و پیش از استخدام کاسدان، نویسندهٔ مهاجمان صندوق گمشده (۱۹۸۱) برای بهبود بخشیدن کار خود، پیش‌نویس بعدی را خودش نوشت. لوکاس برای جلوگیری از استرسی که به‌دلیل کارگردانی جنگ ستارگان با آن روبه‌رو بود، وظیفهٔ کارگردانی فیلم را به یکی از آشنایان خود، اروین کرشنر، واگذار کرد و خود بر گسترش شرکت جلوه‌های ویژه اینداستریال لایت اند مجیک متمرکز شد. مراحل فیلم‌برداری از مارس تا سپتامبر ۱۹۷۹ در فینسه، نروژ و الستری استودیوز، انگلستان انجام شد. امپراتوری ضربه متقابل می‌زند با مراحل ساخت دشواری مانند مصدومیت بازیگران، بیماری، آتش‌سوزی و مشکلات تأمین منابع اضافی در نتیجهٔ افزایش هزینه‌ها روبه‌رو شد. بودجهٔ این فیلم در ابتدا ۸ میلیون دلار بود، اما تا پایان پروژه به ۳۰٫۵ میلیون دلار افزایش یافت.
این دنبالهٔ مورد انتظار در ۲۱ مهٔ ۱۹۸۰ منتشر شد و پرفروش‌ترین فیلم سال شد. این فیلم تقریباً ۴۰۱٫۵ میلیون دلار در جهان فروش داشت. امپراتوری ضربه متقابل می‌زند برخلاف فیلم قبلی با نقدهای ضد و نقیضی از سوی منتقدان روبه‌رو شد و از سوی طرفداران به‌دلیل سبک تاریک‌تر و لحن بالغانه‌تر نسبت به فیلم اول، مورد مناقشه قرار گرفت. با این وجود، منتقدان شخصیت یودا—عروسکی که لوک اسکای‌واکر را تعلیم می‌دهد—را به دلیل بیان واقع‌گرایانه و شخصیت‌پردازی تحسین کردند. این فیلم نامزد دریافت چندین جایزه شد و در این میان، برندهٔ دو جایزهٔ اسکار، دو جایزهٔ گرمی و یک جایزهٔ بفتا شد. انتشارهای بعدی فیلم فروش کلی را به ۵۳۸–۵۴۹ میلیون دلار افزایش داده‌است. امپراتوری ضربه متقابل می‌زند با احتساب تورم سیزدهمین فیلم پرفروش در ایالات متحده و کانادا است.
امپراتوری ضربه متقابل می‌زند در سال‌های پس از انتشار مورد ارزیابی مجدد منتقدان قرار گرفته و اکنون به عنوان بهترین فیلم در مجموعه جنگ ستارگان شناخته می‌شود و نامش هم در میان برترین فیلم‌های تمام دوران قرار گرفته‌است. این فیلم تأثیر به‌سزایی در صنعت فیلم‌سازی و فرهنگ عامه داشته و دنبالهٔ کمیابی محسوب می‌شود که نسبت به نسخهٔ پیشین خود بهتر عمل کرده‌است. نقطهٔ اوج فیلم که نشان می‌دهد ویدر پدر لوک است، اغلب به عنوان یکی از بزرگ‌ترین پیچش داستانی در سینما یاد می‌شود. از این فیلم انواع گوناگونی از محصولات و اقتباس‌ها، از جمله بازی‌های ویدئویی و نمایش رادیویی پدید آمد. کتابخانهٔ کنگرهٔ ایالات متحده در سال ۲۰۱۰ آن را برای نگه‌داری در فهرست ملی ثبت فیلم برگزید. دنبالهٔ این فیلم در سال ۱۹۸۳ با عنوان بازگشت جدای منتشر شد و سه‌گانهٔ اصلی جنگ ستارگان را به پایان رساند. در پی آن سه‌گانه‌های پیش‌درآمد و دنباله منتشر شدند که داستان «حماسهٔ اسکای‌واکر» را به پایان می‌رساند.

## داستان
سه سال بعد از نابودی ستاره مرگ، ناوگان امپراتوری به رهبری دارث ویدر درویدهای کاوش‌گر را اعزام می‌کند تا مکان ائتلاف شورشی به رهبری پرنسس لیا را پیدا کند. یکی از کاوش‌گرها پایگاه شورشی‌ها را در سیارهٔ یخی هوت پیدا می‌کند. در حین بررسی کاوشگر، یک وامپا لوک اسکای‌واکر را گرفتار می‌کند اما او با استفاده از نیرو فرار می‌کند و شمشیر نوری خود را پس می‌گیرد و جانور را زخمی کند. قبل از از پای درآمدن به‌دلیل سرمازدگی، روح مربی متوفی لوک، اوبی-وان کنوبی، به او دستور می‌دهد که به سیاره باتلاقی داگوبا برود تا به‌عنوان یک شوالیهٔ جدای زیر نظر استاد جدای به نام یودا آموزش ببیند. هان سولو لوک را پیدا می‌کند و او را داخل بدن تانتان متوفی خود می‌پوشاند تا در برابر آب و هوای سرد آن‌جا زنده بماند و صبح روز بعد نجات پیدا می‌کنند.
امپراتوری با هشدار نسبت به مکان شورشیان، با استفاده از واکرهای AT-AT برای تصرف پایگاه، حمله ای در مقیاس بزرگ را آغاز می‌کند و شورشیان را مجبور به تخلیه می‌کند. هان و لیا با سی‌تری‌پی‌او و چوباکا در عرشهٔ میلینیوم فالکون فرار می‌کنند، اما هایپردرایو سفینه خراب می‌شود. آن‌ها در یک کمربند سیارک‌ی پنهان می‌شوند و در آن‌جا هان و لیا در میان تنش‌ها به هم نزدیک تر می‌شوند. ویدر چندین شکارچی جایزه‌بگیر از جمله بوبا فت را برای یافتن فالکون می‌فرستد. گروه هان با فرار از ناوگان امپراتوری به شهر ابری شناور در سیارهٔ بسپین سفر می‌کند که دوست قدیمی او، لندو کالریسیان، آن را اداره می‌کند. فت آن‌ها را تا شهر دنبال می‌کند و ویدر لندو را مجبور می‌کند تا این گروه را به امپراتوری تسلیم کند، زیرا می‌داند که لوک به کمک آن‌ها خواهد آمد.
در همین حین، لوک با آرتو-دی‌تو در جنگندهٔ X-wing خود به داگوبا سفر می‌کند و آن‌جا سقوط می‌کند. او با یودا، موجودی کوچک که پس از گفتگو با روح اوبی-وان، او را به عنوان شاگرد جدای خود می‌پذیرد، ملاقات می‌کند. یودا مانند ویدر به لوک آموزش می‌دهد تا بر جنبهٔ روشن نیرو تسلط یابد و در برابر احساسات منفی که او را به سمت تاریک سوق می‌دهد مقاومت کند. با این حال، لوک برای کنترل خشم و جوگیری خود تلاش می‌کند و نمی‌تواند ماهیت و قدرت نیرو را درک کند تا اینکه شاهد بلند کردن سفینه بدون هیچ زحمتی از باتلاق توسط یودا می‌شود. لوک حس ناخوشایندی از گرفتاری هان و لیا را تجربه می‌کند و علیرغم اصرار اوبی-وان و یودا، آموزش خود را برای نجات آن‌ها رها می‌کند. اگرچه اوبی-وان معتقد است که لوک تنها امید آن‌هاست، یودا ادعا می‌کند که «یکی دیگر وجود دارد.»
لیا عشق خود را قبل از اینکه ویدر هان را در کربنیت منجمد کند ابراز می‌کند تا آزمایش کند آیا این روند با خیال راحت لوک را نگه می‌دارد یا خیر. هان زنده می‌ماند و به فت داده می‌شود که قصد دارد انعام خود را از جابای هات بگیرد. لندو لیا و چوباکا را آزاد می‌کند اما آن‌ها برای جلوگیری از فرار فت خیلی دیر کرده‌اند. این گروه در راه بازگشت به فالکون مبارزه می‌کند و از شهر فرار می‌کند. لوک از راه می‌رسد و ویدر را بر فراز هوارسان مرکز شهر با دوئل شمشیر نوری درگیر می‌کند. ویدر بر لوک غلبه می‌کند و دست راست او را با شمشیر نوری‌اش قطع می‌کند. او از لوک می‌خواهد که قدرت بخش تاریک را در بپذیرد و به او کمک کند تا اربابش، امپراتور را نابود کند تا بتوانند با هم بر کهکشان حکومت کنند. لوک با استناد به ادعای اوبی-وان مبنی بر اینکه ویدر پدرش را کشته، امتناع می‌کند و این موضوع باعث شد ویدر فاش کند که او پدر لوک است. لوک با ناامیدی به درون هوارسان می‌افتد و به زیر شهر شناور پرتاب می‌شود و خودش را به آنتن می‌چسباند. او از طریق نیرو سعی در ایجاد ارتباط با لیا می‌کند و فالکون برای نجاتش برمی گردد. جنگنده‌های تای گروه را تعقیب می‌کنند که تقریباً توسط استار دسترویر ویدر گرفته شده و در نهایت آرتو-دی‌تو هایپردرایو فالکون را دوباره فعال می‌کند و به آن‌ها اجازه فرار می‌دهد.
در ناوگان شورشیان، یک پروتز رباتیک جایگزین دست لوک می‌شود. او، لیا، سی‌تری‌پی‌او، آرتو-دی‌تو، لندو و چوباکا با فالکون راهی می‌شوند تا هان را پیدا کنند.

## بازیگران
- مارک همیل در نقش لوک اسکای‌واکر: یکی از خلبانان ائتلاف شورشی و شاگرد جدای
- هریسون فورد در نقش هان سولو: یک قاچاقچی و کاپیتان میلینیوم فالکون[۴][۵]
- کری فیشر در نقش لیا اورگانا: یکی از رهبران ائتلاف شورشی[۶]
- بیلی دی ویلیامز در نقش لندو کالریسیان: رئیس شهر ابری[۷]
- آنتونی دنیلز در نقش C-3PO: یک دروید پروتکل انسان نما[۸]
- دیوید پراوز / جیمز ارل جونز (صداپیشه) در نقش دارث ویدر: یک لرد قدرتمند سیت[۹][۱۰]
- پیتر میهیو در نقش چوباکا: دوست ووکی وفادار هان و کمک خلبان[۱۱][۱۲]
- کنی بیکر در نقش R2-D2: یک دروید نجومی[۱۳]
- فرانک اوز (عروسک گردان/صدا) در نقش یودا: یک استاد جدای کوچک و چند صد ساله[۱۴]

در این فیلم همچنین الک گینس در نقش بن (اوبی-وان) کنوبی حضور دارد و جان هالیز نقش لوبات، دستیار لندو را به تصویر می‌کشد. نیروهای شورشی شامل ژنرال ریکان (با بازی بروس بوآ)، سرگرد درلین (جان راتزنبرگر)، کال آلدر (جک مک‌کنزی)، داک رالتر (جان مورتون)، وج آنتیلس (دنیس لاسن)، زیو سنسکا (کریستوفر مالکوم) و هابی کلیویان (ریچارد اولدفیلد) هستند.